# Sonny Phillips
Sonny Phillips (* 7. prosince 1936 Mobile) je americký jazzový hudebník – hráč na klávesové nástroje, převážně na elektronické varhany, ale také klavír. 
Na varhany začal hrát poté, co uslyšel Jimmyho Smithe. Později studoval u Ahmada Jamala. První nahrávku pod svým jménem, nazvanou Sure 'Nuff, vydal v roce 1969 (vydavatelství Prestige Records). Později vydal několik dalších alb. Během své kariéry spolupracoval s mnoha dalšími hudebníky, mezi něž patří například Rusty Bryant, Boogaloo Joe Jones, Eddie Harris, Gene Ammons a Houston Person.